# Doppleschwand
Doppleschwand es una comuna suiza del cantón de Lucerna, situada en el distrito de Entlebuch. Limita al norte con la comuna de Wolhusen, al este con Entlebuch, al sur con Hasle, y al oeste con Romoos.